# Raúl Hernández
Raúl Hernández Hidalgo, född 22 september 1992, är en kubansk roddare.
Hernández tävlade för Kuba vid olympiska sommarspelen 2016 i Rio de Janeiro, där han tillsammans med Liosbel Hernández slutade på 18:e plats i lättvikts-dubbelsculler.